# Hatarikka

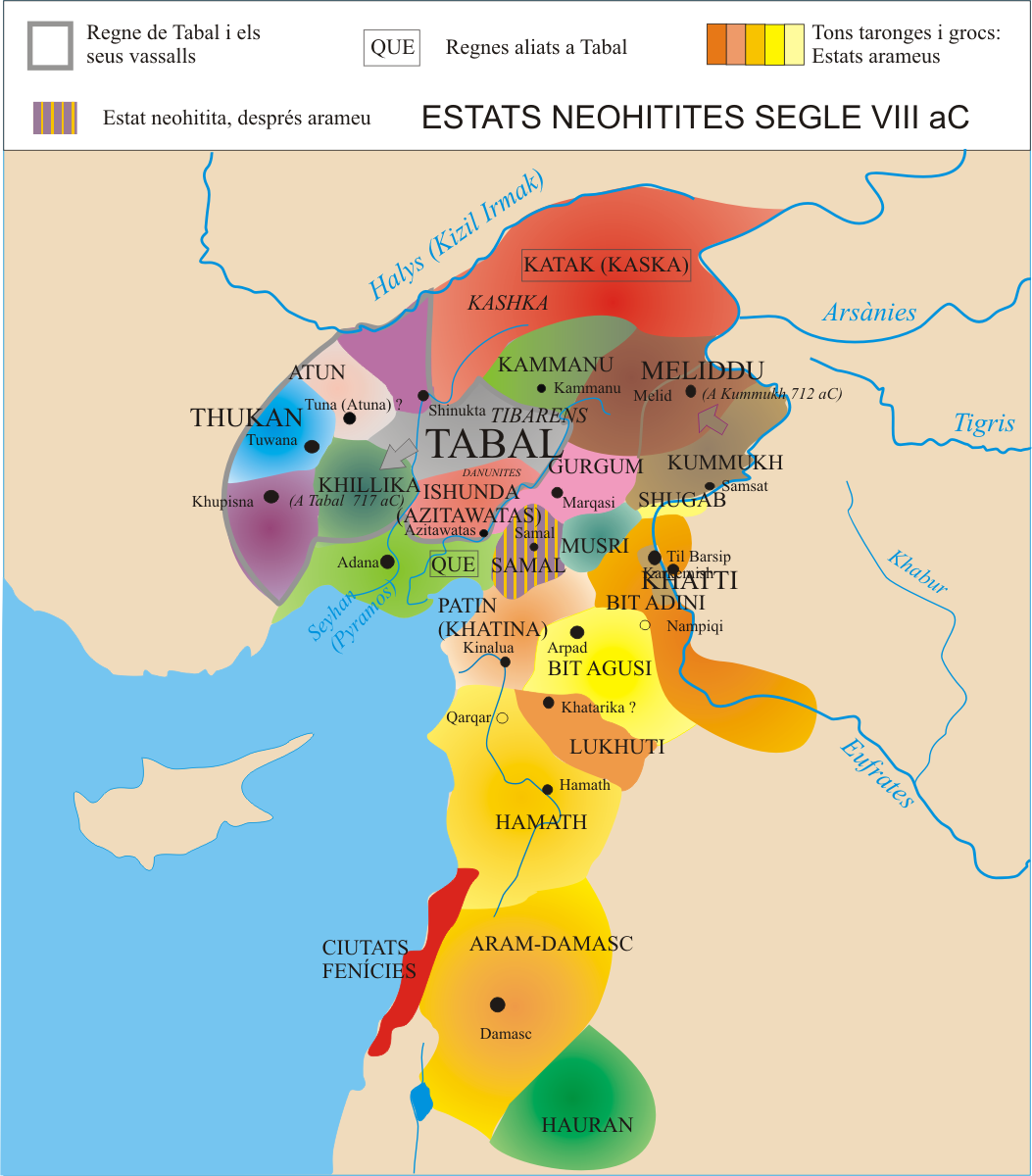
Mapa Syropalestyny w VIII w. p.n.e. z zaznaczonym królestwem Luasz/Luhuti (między Bit-Agusi a Hamat) i jego stolicą Hatarikką

Hatarikka – w 1 połowie I tys. p.n.e. miasto w północno-zachodniej Syrii, znane z aramejskich i asyryjskich źródeł pisanych; wzmiankowane w Biblii. Przez niektórych badaczy identyfikowane ze stanowiskiem archeologicznym Tell Afis w Syrii.

## Nazwa
W źródłach asyryjskich (inskrypcje Tiglat-Pilesera III i władców z dynastii Sargonidów) nazwa miasta brzmi Hatarikka (w transliteracji z pisma klinowego zapisywane uruHa-ta-ri/rik-ka). W aramejskiej inskrypcji na steli Zakkura nazwa tego miasta brzmi Ḥzrk (odczytywane Hazrak, Hazrek, Hazrik). Miasto to wymieniane jest również raz w Biblii (Za 9,1) jako Chadrak (hebr. חַדְרָ֔ךְ, chad·rach).

## Dzieje
Na początku VIII w. p.n.e. Hatarikka było stolicą królestwa zwanego Luasz (aram. l'š) lub Luhuti (akad. Luhuti), które zostało zaanektowane do królestwa Hamat przez Zakkura, króla Hamat ok. 796 r. p.n.e. Na steli odkrytej w Tell Afis w 1903 roku Zakkur opisał swoje zwycięstwo nad koalicją wrogich królów po tym, jak ich wojska otoczyły go w mieście Hatarikka. Tak naprawdę Zakkura uratowała jednak najprawdopodobniej interwencja asyryjskiego króla Adad-nirari III (810-783 p.n.e.), która zmusiła koalicjantów do przerwania oblężenia.
Wydaje się, iż w późniejszym okresie stosunki pomiędzy Hamat a Asyrią stały się wrogie. Asyryjska kronika eponimów wspomina bowiem o trzech asyryjskich wyprawach przeciw miastu Hatarikka: w 772 r. p.n.e. (ostatni rok rządów Salmanasara IV) oraz w 765 i 755 r. p.n.e. (panowanie Aszur-dana III). Okoliczności i wynik tych wypraw pozostają nieznane. Ok. 737 r. p.n.e. Tiglat-Pileser III (744-727 p.n.e.) po stłumieniu antyasyryjskiej rebelii w północnej Syrii zaanektował cały region z miastem Hatarikka i przekształcił go w asyryjską prowincję, znaną również jako Hatarikka. Gdy Sargon II (722-705 p.n.e.) podbił w 720 r. p.n.e. królestwo Hamat, rozkazał na podległych mu terenach ustawić stele zwycięstwa, w tym jedną w mieście Hatarikka.
Hatarikka jako prowincja wymieniana jest w listach i tekstach administracyjnych imperium asyryjskiego, głównie jako dostawca wełny i koni. Znany jest również gubernator prowincji Hatarikka o imieniu Gihilu, który w 689 r. p.n.e. pełnić miał urząd eponima (limmu).